# HIROKO TANIYAMA '70S
『HIROKO TANIYAMA '70S』（ヒロコ タニヤマ セブンティーズ）は、谷山浩子のベスト・アルバム。
年代別コレクションシリーズの第1弾で、本作では谷山がキャニオン・レコード（現・ポニーキャニオン）で2回目のデビューを果たした1975年から1980年までの1970年代にリリースされた曲の中から選曲されている。
この期間にリリースされたシングルのB面曲にはアルバム未収録バージョンが多数存在していたが、B面曲の収録は8曲中2曲にとどまった（ただし、未収録の6曲のうち、5曲は同バージョンか別バージョンが他のアルバムなどに収録済みではある）。
なお、本作はCD-EXTRA仕様となっており、パソコンで再生すると、谷山本人による収録楽曲の解説を見ることができる。また、曲が収録されているシングルの分に限るが、当時のEPシングルのジャケット絵を見ることもできる。
また、このアルバムは廃盤となり長らく入手困難な状態が続いていたが、『HIROKO TANIYAMA '00S』のリリースに合わせて、2011年3月2日にヤマハミュージックコミュニケーションズより再リリースされた。

## 収録曲
1. お早うございますの帽子屋さん
2. 夕暮れの街角で
  - ブックレットには、「『お早うございますの帽子屋さん』B面に収録」との記載があるが、実際のCDに収録されている音源は1980年の再アレンジバージョンである。
3. 河のほとりに（シングルバージョン）
4. ねこの森には帰れない
5. 窓
6. あたしの恋人
7. あやつり人形（シングルバージョン）
8. 六月の花嫁 (*)
9. 風を追いかけて
10. テングサの歌
11. カントリーガール（シングルバージョン）
12. 今日は雨降り (*)

(*)としたものは、本作で初めてCD化されたバージョン。「夕暮れの街角で」「河のほとりに」「あやつり人形」「カントリーガール」は『谷山浩子 BEST SELECTION』が初CD化である。
- 作詞: 谷山浩子（2を除く全曲）、泉明子（2）
- 作曲: 谷山浩子（全曲）
- 編曲: 萩田光雄（1）、ジャン・ムージィ（2,12）、クニ河内・戸塚修（3）、船山基紀（4）、小野崎孝輔（5）、谷山浩子（6,10）、ジーノ・メスコリ（7）、福井竣（8）、瀬尾一三（9）、山川恵津子（11）